# Yvette Bützler-Vanneste
Yvette Bützler-Vanneste (Torhout, 4 maart 1935 - Leuven, 25 november 2010) was een Belgische advocate, politica en prominente figuur in de Vlaamse emancipatiebeweging in Brussel. Ze was gedurende 30 jaar voorzitster van het Willemsfonds Agglomeratie Brussel en zette zich in voor vrouwenrechten, de Nederlandstalige cultuur en het onderwijs in de hoofdstad.

## Vroege leven en opleiding
Yvette Vanneste werd geboren in Torhout en volgde haar opleiding aan het Lyceum en de Normaalschool van Laken. Later studeerde ze rechten aan de Nederlandstalige afdeling van de Université Libre de Bruxelles (ULB). In 1961 trouwde ze met René Bützler, een gerenommeerd advocaat en doctor in de rechten aan de Vrije Universiteit Brussel (VUB). Samen kregen ze een zoon, Dirk Bützler. René Bützler overleed op 11 augustus 2003.

## Politieke en maatschappelijke activiteiten
Yvette Bützler-Vanneste begon haar maatschappelijke engagement in de taalstrijd in Brussel en evolueerde naar een breder emancipatie- en onderwijsbeleid. Ze werd een sleutelfiguur binnen de Partij voor Vrijheid en Vooruitgang (PVV) en later de Open VLD. Ze was actief in verschillende maatschappelijke en politieke domeinen, zowel op lokaal als nationaal niveau. Samen met haar man was ze actief in de lokale PVV in Ganshoren en lid van het Liberaal Vlaams Verbond in Brussel. Ze werkte voor verschillende Vlaamse organisaties in Brussel zoals het Elf Julicomité, de oprichting van het Contact- en Cultuurcentrum Brussel (CCC) en de Drie Brusselse Fondsen.
Yvette Bützler-Vanneste zette zich actief in voor de vrouwenemancipatie en was betrokken bij de vrouwenbeweging binnen de PVV. Ze werd bekend door haar pleidooien voor de gelijkheid van man en vrouw, de hervorming van het huwelijksgoederenrecht en de hervorming van het recht op abortus. Ze was een invloedrijk lid van de Commissie voor de Status van de Vrouw en sprak vaak op panelgesprekken en colloquia over vrouwenrechten. Bützler-Vanneste was een fervent voorstander van vrijzinnigheid en betrokken bij het Humanistisch Verbond, dat zich uitsprak voor de vrije keuze van abortus en een soepel beleid na drie maanden zwangerschap.
In juni 1975 had ze een onderhoud met de Belgische koningin over de noodzaak van een mentaliteitsverandering om vrouwen gelijke kansen te bieden. Ze was ook een belangrijk lid van de Statutair en Doctrinair Commissie van de PVV en zette zich in voor de hervorming van de vrouwenwetgeving.
Yvette Bützler-Vanneste speelde een belangrijke rol in het politieke debat over het Egmontpact, een overeenkomst die beoogde de conflicten tussen de taalgemeenschappen in België te beslechten. Ze maakte deel uit van het Anti-Egmontkomitee, dat zich verzette tegen het pact vanwege de onvoldoende autonomie voor de Vlamingen in Brussel.

## Willemsfonds en culturele betrokkenheid
Bützler-Vanneste was meer dan dertig jaar voorzitster van het Willemsfonds voor het Brusselse gewest (1974-2006). Ze speelde een sleutelrol in de werking van de organisatie, die zich richtte op het bevorderen van de Vlaamse cultuur en het onderwijs in Brussel. Ze was ook actief binnen de Willemsfonds avondschool (WIFOS) en het Algemeen Bestuur van het Willemsfonds.
Yvette Bützler was medestichter en vanaf 1973 voorzitter van het Vlaams Onderwijscentrum Brussel (VOC), een organisatie die werd opgericht om het Nederlandstalig onderwijs in Brussel te bevorderen. Ze was tevens actief in de Vereniging voor Nederlands Vrijzinnig Hoger Onderwijs (VNVHO) en zette zich in voor de uitbreiding van het onderwijs in de Nederlandse taal in Brussel.

## Erkenning
Yvette Bützler-Vanneste werd onderscheiden met de titel van Ridder in de Leopoldsorde voor haar vele bijdragen aan de Belgische samenleving. Ze werd ook benoemd tot ere-advocaat van de Balie van Brussel voor haar lange en gewaardeerde inzet in verschillende maatschappelijke domeinen. Ze overleed op 25 november 2010 in Leuven.